# Парахин, Ефим Данилович
Ефим Данилович Парахин (1913—1997) — майор Советской Армии, участник Великой Отечественной войны, Герой Советского Союза (1945).

## Биография
Ефим Парахин родился 20 января 1913 года в селе Успенье (ныне — посёлок в Новодеревеньковском районе Орловской области) в крестьянской семье. У его родителей было всего четырнадцать детей, только девять из них умерли в младенческом возрасте, Ефим — старший из оставшихся пятерых.
В 1928 году, после окончания седьмого класса школы, стал работать трактористом в коммуне «Красная роза» родного села. В этот же год вступил в комсомол. В 1931 году окончил школу колхозной молодежи и уехал в Воронеж, где поступил учиться на самолётостроительное отделение авиационного техникума. На втором курсе решил, что должен не строить самолёты, а летать на них. В 1933 году получил комсомольскую путевку в Тамбовскую школу пилотов ГВФ СССР, которую окончил в 1935 году. Получил направление на работу в Восточносибирское управление гражданского воздушного флота. В феврале 1939 года назначен на должность старшего пилота Якутского авиаотряда, переехал жить из Иркутска в Якутск. Вскоре стал заместителем командира авиационного отряда по лётной подготовке.
В 1941 году Парахин был призван на службу в Рабоче-крестьянскую Красную Армию. С августа того же года — на фронтах Великой Отечественной войны. Во время Сталинградской битвы в январе 1943 года самолёт Парахина был сбит над вражеской территорией, а сам лётчик попал в плен, однако уже вскоре был освобождён наступающими советскими войсками и после долгого лечения вернулся в строй.
К концу войны гвардии капитан Ефим Парахин командовал звеном 10-го гвардейского авиаполка 13-й гвардейской бомбардировочной авиадивизии 2-го гвардейского бомбардировочного авиакорпуса 18-й воздушной армии. За время войны он совершил 294 боевых вылета на бомбардировку объектов военно-промышленного комплекса в глубоком тылу противника, нанеся ему большой урон.
Указом Президиума Верховного Совета СССР от 29 июня 1945 года за «образцовое выполнение боевых заданий командования по уничтожению живой силы и техники противника и проявленные при этом мужество и героизм» гвардии капитан Ефим Парахин был удостоен высокого звания Героя Советского Союза с вручением ордена Ленина и медали «Золотая Звезда» за номером 8047.
После окончания войны Парахин продолжил службу в Советской Армии. В 1957 году в звании майора он был уволен в запас. Проживал в Полтаве. Скончался 8 апреля 1997 года, похоронен на Центральном кладбище Полтавы.

## Семья
- Отец — Данила Сергеевич Парахин (1885—1947) — крестьянин, участник Первой мировой и гражданской войн, с 1930 года до своей кончины был председателем колхоза
- Мать — Екатерина Андреевна Парахина (1886—1965; до своего замужества в 1905 году — Шеховцова) — крестьянка
- Братья — двое:

Николай Данилович Парахин (1921—1969) — работал трактористом и водителем в колхозе, прошел плен во время Великой Отечественной войны, осваивал целину
Александр Данилович Парахин (1928−2011) — 35 лет отдал военной службе, с 1981 г. по 1990 г. — заместитель гендиректора по гражданской обороне Ярославского химического комбината, с 1992 по 2001 гг. — директор парка культуры и отдыха Ярославского химкомбината
- Сёстры — две:

Мария Даниловна в замужестве Сухоруких (1918—2009) работала в колхозе
Зинаида Даниловна в замужестве Горностаева (1924—2015) была школьной учительницей, затем завучем
- Двоюродный брат — Иван Павлович Парахин (его отец Павел Сергеевич был родным братом Данилы Сергеевича) 1903 года рождения — герой обороны Керчи, зверски убит фашистами в январе 1943 года в Симферопольской тюрьме. Его имя увековечено в названии одной из керченских улиц
- Жена — Надежда Демидовна Парахина (в девичестве Мартыненко) — учитель
- Дочь — Ирина, проживает в городе Павлодаре, Казахстан

## Награды
Герой Советского Союза (Орден Ленина и медаль «Золотая звезда» — 29.06.1945)
Два ордена Красного Знамени (31.12.1942, 29.12.1943)
Орден Отечественной войны 1-й степени (29.04.1944)
Орден Красной Звезды (19.11.1951)
Медали: «За оборону Сталинграда» (22.12.1942), «За боевые заслуги» (03.11.1944), «За оборону Ленинграда», «За взятие Будапешта», «За победу над Германией в Великой Отечественной войне 1941—1945 гг.» и др.

## Память
- Имя Ефима Даниловича Парахина увековечено в украинском городе Полтава на мраморной плите мемориала «Героям-авиаторам», установленного в 1983 году в районе военного авиагородка (сквер на улице Петра Юрченко, возле дома 4).
- В книге мемуаров Героя Советского Союза Алекея Николаевича Кота «Отечества крылатые сыны: записки штурмана» можно прочесть немало его воспоминаний о Ефиме Даниловиче Парахине.
- Племянник Ефима Даниловича, сын его родного брата Александра, Сергей Александрович Парахин после выхода в отставку с военной службы занялся литературным творчеством и написал несколько документальных повестей об истории своего рода — «С чего начинается Родина», «Красная роза», «Эхо прошедшей войны», где в подробностях описывает биографию своего дяди — Героя Советского Союза. Кроме того, он оформил и издал в виде книги «Обыкновенный герой. Записки советского летчика» воспоминания самого Ефима Даниловича Парахина, дополнив их собственными примечаниями и поясняющими текстами.